# Ius soli
     Diritto di cittadinanza incondizionato per tutte le persone nate nel Paese (ius soli automatico)
     Diritto di cittadinanza con alcune condizioni (ius soli temperato)
     ius soli abolito

Lo ius soli nel mondo:
Diritto di cittadinanza incondizionato per tutte le persone nate nel Paese (ius soli automatico)
Diritto di cittadinanza con alcune condizioni (ius soli temperato)
ius soli abolito

Ius soli (in lingua latina «diritto basato sull'appartenenza al territorio») è un'espressione giuridica che indica l'acquisizione della cittadinanza di un dato Paese come conseguenza del fatto giuridico di essere nati sul suo territorio, indipendentemente dalla cittadinanza dei genitori. Si contrappone allo ius sanguinis (o «diritto del sangue»), che indica invece la trasmissione alla prole della cittadinanza del genitore, sulla base pertanto della discendenza e non del luogo di nascita.
Quasi tutti i paesi del continente americano applicano lo ius soli in modo automatico e senza condizioni. Alcuni paesi europei (Francia, Germania, Irlanda e Regno Unito) concedono altresì la cittadinanza ius soli, sebbene con alcune condizioni.

## Ordinamenti

### Francia
La Francia ha una lunga tradizione di applicazione di tale istituto, sebbene dal 1994 una persona nata in territorio francese da genitori stranieri possa ottenere la cittadinanza facendone richiesta purché abbia vissuto stabilmente sul territorio dello stato per almeno cinque anni.
Inoltre, dal 1998, secondo la Legge Guigou, al compimento della maggiore età (18 anni) chi è nato in territorio francese da genitori stranieri accede automaticamente alla cittadinanza se i due genitori, alla nascita del richiedente, disponevano di un permesso di soggiorno.
Condizioni simili per la cittadinanza dei figli di genitori stranieri si applicano in Germania, in Irlanda e nel Regno Unito.

### India
Lo ius soli in India è stato applicato dal 1950 al 1987, poi rimosso per via dell'immigrazione clandestina proveniente dal Bangladesh.

### Italia
In Italia esiste una forma estremamente temperata dello ius soli, normata dalla Legge n.91 del 05.02.1992. L'articolo 4 comma 2 afferma: "lo straniero che sia nato in Italia può divenire cittadino italiano a condizione che vi abbia risieduto legalmente e ininterrottamente fino al raggiungimento della maggiore età e dichiari, entro un anno dal compimento della maggiore età, di voler acquistare la cittadinanza italiana".
Si può richiedere tale beneficio presentando una semplice dichiarazione di volontà all’Ufficio di Stato Civile del proprio comune di residenza. Tuttavia il provvedimento di concessione della cittadinanza italiana è adottato sulla base di valutazioni ampiamente discrezionali circa l’esistenza di un’avvenuta integrazione dello straniero in Italia, tale da poterne affermare la compiuta appartenenza alla comunità nazionale; pertanto, ai fini della concessione del beneficio ben possono avere rilievo «considerazioni di carattere economico-patrimoniale, relative al possesso di adeguate fonti di sussistenza».
Secondo quanto sancito dall’art.33 della Legge 98/2013 il Comune di appartenenza è tenuto ad informare i cittadini stranieri di tale possibilità nel corso dei sei mesi precedenti il compimento della maggiore età. Se questa comunicazione avviene regolarmente, lo straniero potrà richiedere la cittadinanza entro il diciannovesimo anno di età. Se invece non v'è stata comunicazione, la richiesta potrà essere inoltrata anche dopo i 19 anni.
Nel caso in cui, pur essendo nato in Italia, non si ha avuto la residenza in modo continuativo dalla nascita, ma si è residente in Italia da almeno tre anni, al compimento del 18º anno di età si può presentare l’istanza presso la Prefettura con tutta la documentazione necessaria.
Inoltre, in applicazione dell'art.1 della stessa legge che mira a scongiurare l'apolidia, in Italia lo ius soli trova applicazione in altri casi:
- per nascita sul territorio italiano da genitori ignoti oppure apolidi;
- per nascita sul territorio italiano da genitori stranieri impossibilitati a trasmettere al soggetto la propria cittadinanza secondo la legge dello stato di provenienza;
- è considerato cittadino per nascita il figlio di ignoti trovato nel territorio della Repubblica, se non venga provato il possesso di altra cittadinanza.

### Stati Uniti
Tra i paesi che applicano lo ius soli in modo automatico e senza condizioni figurano gli Stati Uniti. Il XIV emendamento della costituzione statunitense prevede che chiunque nasca sul territorio dell'Unione e sia soggetto alla sua giurisdizione — fatta eccezione, quindi, per personale del corpo diplomatico ed eventuali truppe straniere d'occupazione — ne è automaticamente cittadino.

## Le leggi nazionali

### Ius soli illimitato
- Antigua e Barbuda
- Argentina[3]
- Barbados
- Belize[3][12]
- Bolivia[3]
- Brasile[3][13]
- Canada[3][14]
- Costa Rica[3][15]: richiede la registrazione al governo di Costa Rica prima dei 25 anni di età.
- Dominica[3][16]
- Ecuador[3]
- El Salvador[3]
- Figi[17]
- Grenada[3]
- Guatemala[3]
- Guyana[3]
- Honduras[3]
- Giamaica[3][18]
- Lesotho[19]
- Messico[3][20]
- Nicaragua[3]
- Pakistan[3][21]
- Panama[3][22]
- Paraguay[3]
- Perù[3]
- Saint Kitts e Nevis[3]
- Saint Lucia[3]
- Saint Vincent e Grenadine[3]
- Tanzania[23][24]
- Trinidad e Tobago[3][25]
- Tuvalu[26]
- Stati Uniti d'America: Il XIV emendamento della Costituzione degli Stati Uniti d'America prevede che "tutte le persone nate o naturalizzate negli Stati Uniti, e soggetti alla relativa giurisdizione, sono cittadini degli Stati Uniti e dello Stato in cui risiedono."[27] La frase "soggetti alla relativa giurisdizione" esclude i bambini nati da diplomatici stranieri e figli nati da forze nemiche impegnate in occupazione nemica del territorio del paese.[28]
- Uruguay[3]
- Venezuela[3][29]